# Gare d'Arreau - Cadéac

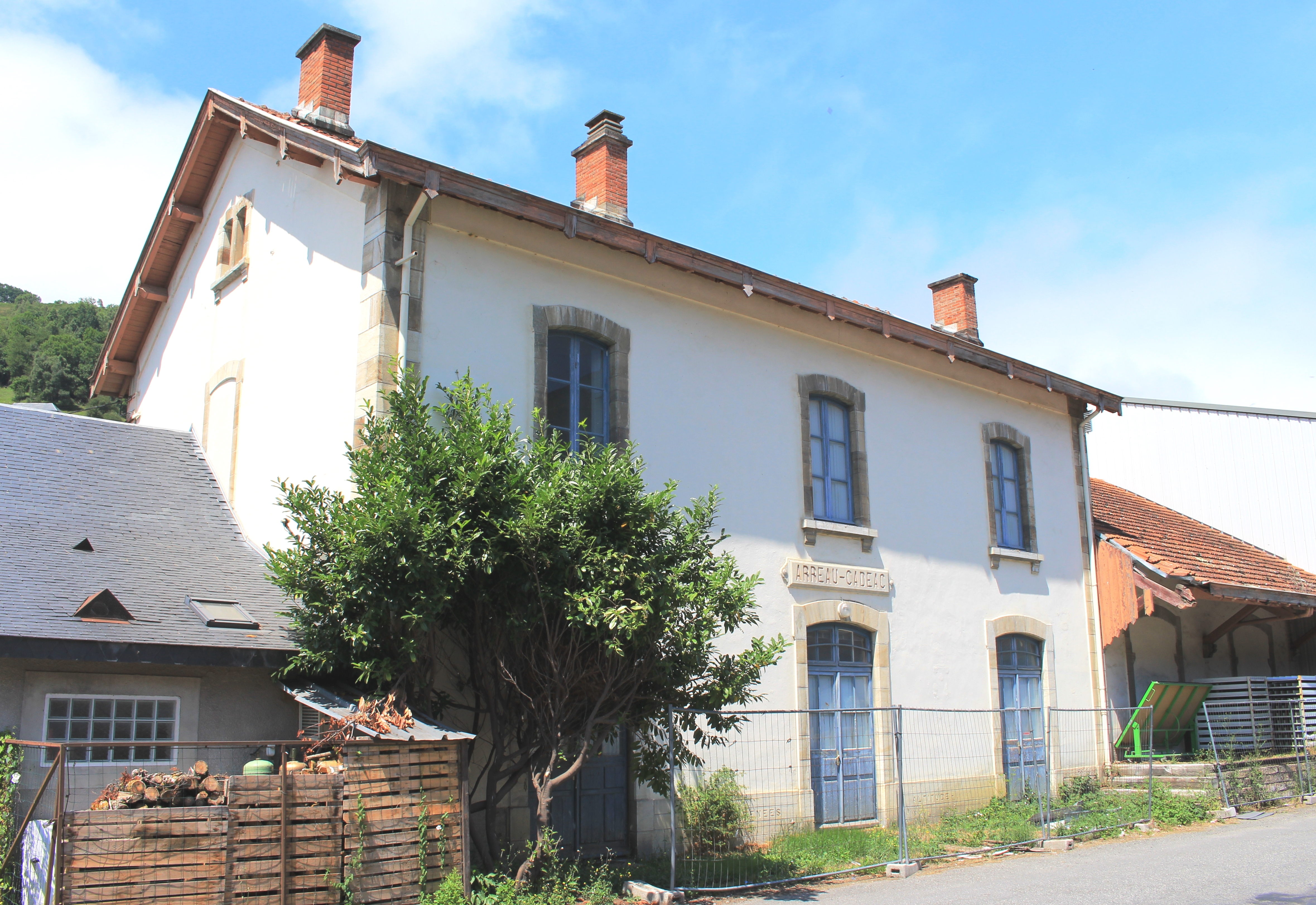
La gare en 2019.

La gare d'Arreau - Cadéac était une gare ferroviaire française, terminus de la ligne de Lannemezan à Arreau - Cadéac, située sur le territoire de la commune d'Arreau, à proximité de la petite station thermale de Cadéac, dans le département des Hautes-Pyrénées en région Occitanie. 
Elle est mise en service en 1897 par la Compagnie des chemins de fer du Midi et du Canal latéral à la Garonne. Fermée au service des voyageurs en 1969, elle était une gare de la Société nationale des chemins de fer français (SNCF) jusqu'à sa complète fermeture en 1971.

## Situation ferroviaire
Établie à 704 mètres d'altitude, la gare d'Arreau - Cadéac est située au point kilométrique (PK) 145,503 de la ligne de Lannemezan à Arreau - Cadéac, après la gare de Sarrancolin.

## Histoire
Après les travaux de terrassement effectués par les services de l'État, la Compagnie des chemins de fer du Midi et du Canal latéral à la Garonne propose un projet d'implantation de la gare, qui est approuvé le 5 août 1895. Les travaux sont réalisés par l'entreprise de M. Bonnefoy qui a remporté le 7 avril 1896 l'adjudication du marché. La gare est mise en service le 1er août 1897 par la Compagnie du Midi.
Le bâtiment principal est composé d'un bâtiment voyageurs à trois travées avec un étage sous une toiture à long pans couvrant le pignon et recouverte de tuile mécanique, une halle à marchandise à deux travées est accolée. L'inscription Arreau-Cadéac est gravée, l'indication de l'altitude 703,77 m est également présente.

Sélection de vues de la gare d'Arreau.
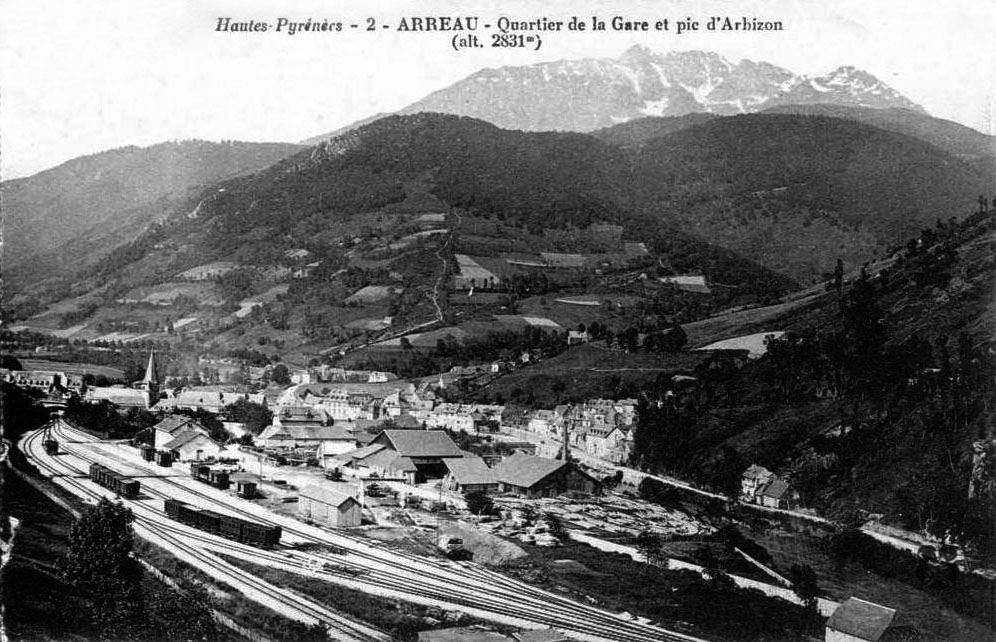
La gare et le village vers 1900.
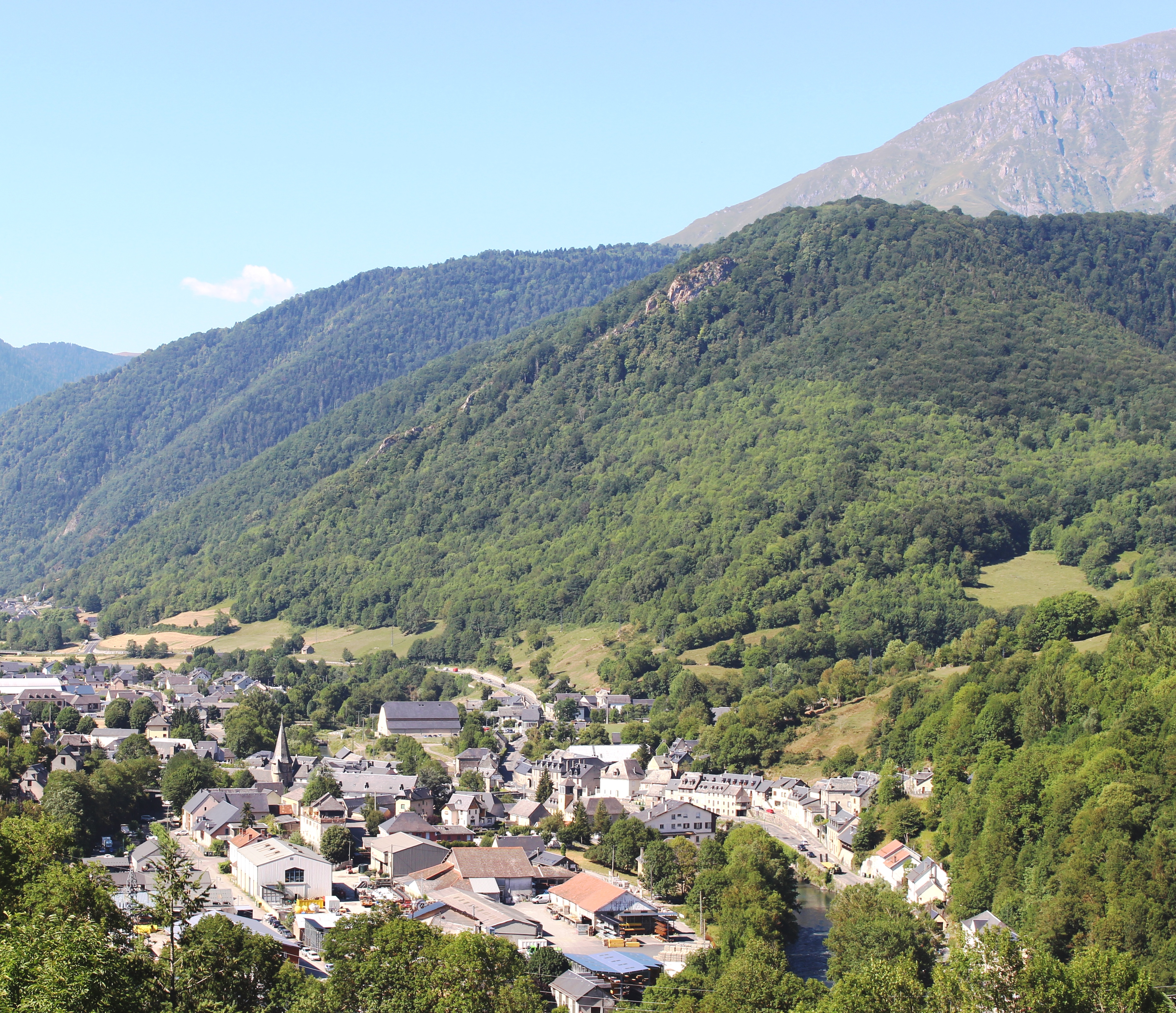
La gare et le village en 2015.

La Société nationale des chemins de fer français (SNCF) met fin, dans les années 70, au trafic voyageurs de l'ensemble de la ligne et donc de la gare.

## Service des voyageurs
Gare fermée depuis 1969.